# Давід Юрасек
Давід Юрасек (чеськ. David Jurásek, нар. 7 серпня 2000, Долні-Немчі) — чеський футболіст, захисник німецького «Гоффенгайм 1899» і національної збірної Чехії.
Володар Кубка Чехії. Володар Суперкубка Португалії. 

## Клубна кар'єра
Народився 7 серпня 2000 року у Долні-Немчі. Вихованець юнацьких команд футбольних клубів «Долні-Немчі», «Словацко» та «Збройовки».
У дорослому футболі дебютував 2019 року виступами за головну команду останнього клубу, в якій провів один сезон, взявши участь у 6 матчах чемпіонату. 
Згодом з 2020 по 2023 рік грав у складі команд «Простейов», «Млада Болеслав» та «Славія».
10 липня 2023 року уклав п'ятирічний контракт з португальською «Бенфікою». До основного складу лісабонського гранда не пробився і першу половину 2024 року відіграв в оренді за німецький «Гоффенгайм 1899».

## Виступи за збірні
2017 року дебютував у складі юнацької збірної Чехії (U-17), загалом на юнацькому рівні взяв участь у 2 іграх.
Протягом 2021–2023 років залучався до складу молодіжної збірної Чехії. На молодіжному рівні зіграв у 6 офіційних матчах.
2023 року дебютував в офіційних матчах у складі національної збірної Чехії.
| Дата       | Місто    | Господарі         | Результат | Гості             | Турнір            | Голи | Примітки |
| ---------- | -------- | ----------------- | --------- | ----------------- | ----------------- | ---- | -------- |
| 24-3-2023  | Прага    | Чехія             | 3 – 1     | Польща            | Відбір до ЧЄ 2024 | -    | 89'      |
| 27-3-2023  | Кишинів  | Молдова           | 0 – 0     | Чехія             | Відбір до ЧЄ 2024 | -    |          |
| 17-6-2023  | Торсгавн | Фарерські острови | 0 – 3     | Чехія             | Відбір до ЧЄ 2024 | -    |          |
| 12-10-2023 | Тирана   | Албанія           | 3 – 0     | Чехія             | Відбір до ЧЄ 2024 | -    | 86'      |
| 15-10-2023 | Пльзень  | Чехія             | 1 – 0     | Фарерські острови | Відбір до ЧЄ 2024 | -    | 57'      |
| 22-3-2024  | Осло     | Норвегія          | 1 – 2     | Чехія             | товариський матч  | -    | 61'      |
| 26-3-2024  | Прага    | Чехія             | 2 – 1     | Вірменія          | товариський матч  | -    |          |
| Усього     |          | Матчів            | 7         |                   | Голів             | 0    |          |

## Титули і досягнення
- Володар Кубка Чехії (1):

«Славія»: 2022-2023
- Володар Суперкубка Португалії (1):

«Бенфіка»: 2023